# Pagara murina
Pagara murina là một loài bướm đêm thuộc phân họ Arctiinae, họ Erebidae.